# Dzhidinsky (huyện)
Huyện Dzhidinsky (tiếng Nga: Джидинский райо́н) là một huyện hành chính tự quản (raion), của Buryatia, Nga. Huyện có diện tích 8464 km², dân số thời điểm ngày 1 tháng 1 năm 2000 là 35200 người. Trung tâm của huyện đóng ở Dzhida.